# Vitaliy Mandzyuk
Vitali Mandziouk est un footballeur ukrainien, né le 24 janvier 1986 à Vilino. Il évolue au poste de défenseur.

## Palmarès
- Dynamo Kiev
  - Vainqueur du Championnat d'Ukraine en 2007 et 2009.
- FK Dnipro
  - Finaliste de la Ligue Europa en 2015.